# جوش كارتر
جوش كارتر (بالإنجليزية: Josh Carter)‏ مواليد 20 نوفمبر 1986 في دالاس، هو لاعب كرة سلة أمريكي. بدأ مسيرته الاحترافية في سنة 2009. يلعب مع فريق دينامو باسكت ساساري في ليغا باسكيت الدرجة الأولى. يحمل الرقم 23. يبلغ طوله 6 قدم 7 بوصة (2.0 م).

## المسيرة الاحترافية
لعب مع إي دبليو إي باسكتس أولدنبورغ في الدوري الألماني في موسم 2009–2010، ثم لعب مع منز سانا 1871 باسكت في موسم 2013–2014، ثم لعب مع تورك تيليكوم في الدوري التركي في موسم 2014–2015، ثم لعب مع نادي كارشياكا لكرة السلة في موسم 2015–2016، ثم لعب مع دينامو باسكت ساساري في الدوري الإيطالي في سنة 2016.

## روابط خارجية
- جوش كارتر على موقع الدوري الأوروبي لكرة السلة (الإنجليزية)
- جوش كارتر على موقع كرة السلة الأوروبية.كوم (الإنجليزية)
- جوش كارتر على موقع كلية كرة السلة في سبورتس رفرنس.كوم (الإنجليزية)
- جوش كارتر على موقع ريلجم (الإنجليزية)
- جوش كارتر على موقع بروبوليرز (الإنجليزية)
- جوش كارتر على موقع سبورتس رفرنس (الإنجليزية)